# جون بي. بيرك
جون بي. بيرك هو سياسي أمريكي، ولد في 2 ديسمبر 1954 في واشنطن العاصمة في الولايات المتحدة. نشط حزبياً في الحزب الديمقراطي. وقد انتخب عضو مجلس ولاية ماساتشوستس ‏ عن دائرة Massachusetts Senate's 1st Hampden and Hampshire district ‏ وانتخب عضو مجلس ولاية ماساتشوستس ‏ عن دائرة Massachusetts Senate's 1st Hampden and Hampshire district ‏ وانتخب عضو مجلس ولاية ماساتشوستس ‏.